# Lophuromys brunneus
Lophuromys brunneus is een knaagdier uit het geslacht Lophuromys dat voorkomt in de bergen van Ethiopië westelijk van de Grote Slenk. Deze soort behoort tot het ondergeslacht Lophuromys en is daarbinnen verwant aan L. aquilus en de andere leden van de aquilus-groep. De vorm simensis Osgood, 1936 uit het Simien-gebergte in Noord-Ethiopië is naar verluidt mogelijk een aparte soort. De typelocatie is Manno-Jimma in het zuiden.